# Pável Siliaguin
Pável Vasilievich Siliaguin (en ruso: Павел Васильевич Силягин; Kémerovo, 13 de agosto de 1993) es un deportista ruso que compitió en boxeo.
Ganó una medalla de bronce en el Campeonato Mundial de Boxeo Aficionado de 2015, en el peso semipesado. En los Juegos Europeos de Bakú 2015 obtuvo una medalla de bronce en el mismo peso.

## Palmarés internacional
| Campeonato Mundial | Campeonato Mundial | Campeonato Mundial | Campeonato Mundial |
| Año                | Lugar              | Medalla            | Categoría          |
| ------------------ | ------------------ | ------------------ | ------------------ |
| 2015               | Doha (Catar)       | Medalla de bronce  | 81 kg              |
| Juegos Europeos    |                    |                    |                    |
| Año                | Lugar              | Medalla            | Categoría          |
| 2015               | Bakú (Azerbaiyán)  | Medalla de bronce  | 81 kg              |